# 비와코 익스프레스
비와코 익스프레스(일본어: びわこエクスプレス 비와코 에쿠스푸레스[*])는 서일본 여객철도의 도카이도 본선 마이바라역 ~ 오사카역 사이에서 운행하는 특급 열차이다.

## 개요
이전에 운행했던 쇼난 라이너와 유사한 비와코 라이너(일본어: びわこライナー)이다. 일본국유철도가 민영화가 되면서 1987년부터 마이바라 역 ~ 오사카 역 구간에 통근 수요를 담당하기 위해 호쿠리쿠 본선 특급 차량을 운행하기 시작했다. 같은 구간을 운행해 온 비와코 라이너(일본어: びわこライナー)를 대체하기 위하여 2003년 6월 1일에 호쿠리쿠 방면에 신형 차량으로 교체되었다. 그와 동시에 쇼난 라이너가 아니라 특급열차로 운행하기 시작하면서 현재의 명칭으로 개정되었다.
2007년 3월 18일 다이야 개정으로 도카이가 폐지되면서 도카이도 본선만 달리는 유일한 특급 열차이자 공항 특급인 하루카와 마찬가지로 어번 네트워크 노선을 운행하고 있다.

## 개황
- 2015년 3월 14일 다이야 개정으로 평일 시간대에 마이비라 역 - 오사카 역 구간에 1회 왕복과 구싸스 역 - 오사카 역 구간에 1회 왕복으로 운행하고 있다.[3] 2014년 3월 15일 다이야 개정으로 현재에 이르고 있다. 비와코 익스프레스를 이용하는 승객을 위해 별도로 할인 승차권을 판매한다.[4][5]

### 정차역
- 마이바라 역 - 히코네역 - 오미하치만역 - 야스 역 - 모리야마 역 - 구사쓰역 - 이시야마역 - 오쓰역 - 야마시나역 - 교토역 - 신오사카역 - 오사카 역

### 사용 차량 및 편성
1호, 4호 열차의 경우 현재 선더버드로 다니는 683계 4000번대 (가나자와 종합 차량소 소속) 차량으로 운행하고 있다.
2015년 3월 다이야 개정 이전까지 스이타 종합 차량소 교토 소속 681계, 683계가 운행 했으나 2015년 3월 다이야 개정 이후에 683계 4000번대 운행으로 변경되었다.
비와코 라이너 운행 당시 선더버드로 운행했던 485계 열차도 운행 했으나, 1995년부터 1997년까지 관리상 문제로 동일본 여객철도 (JR 동일본) 차량도 운행한 적이 있다.
2호 열차의 경우 현재 하마카제로 다니는 189계로 운행하고 있다.

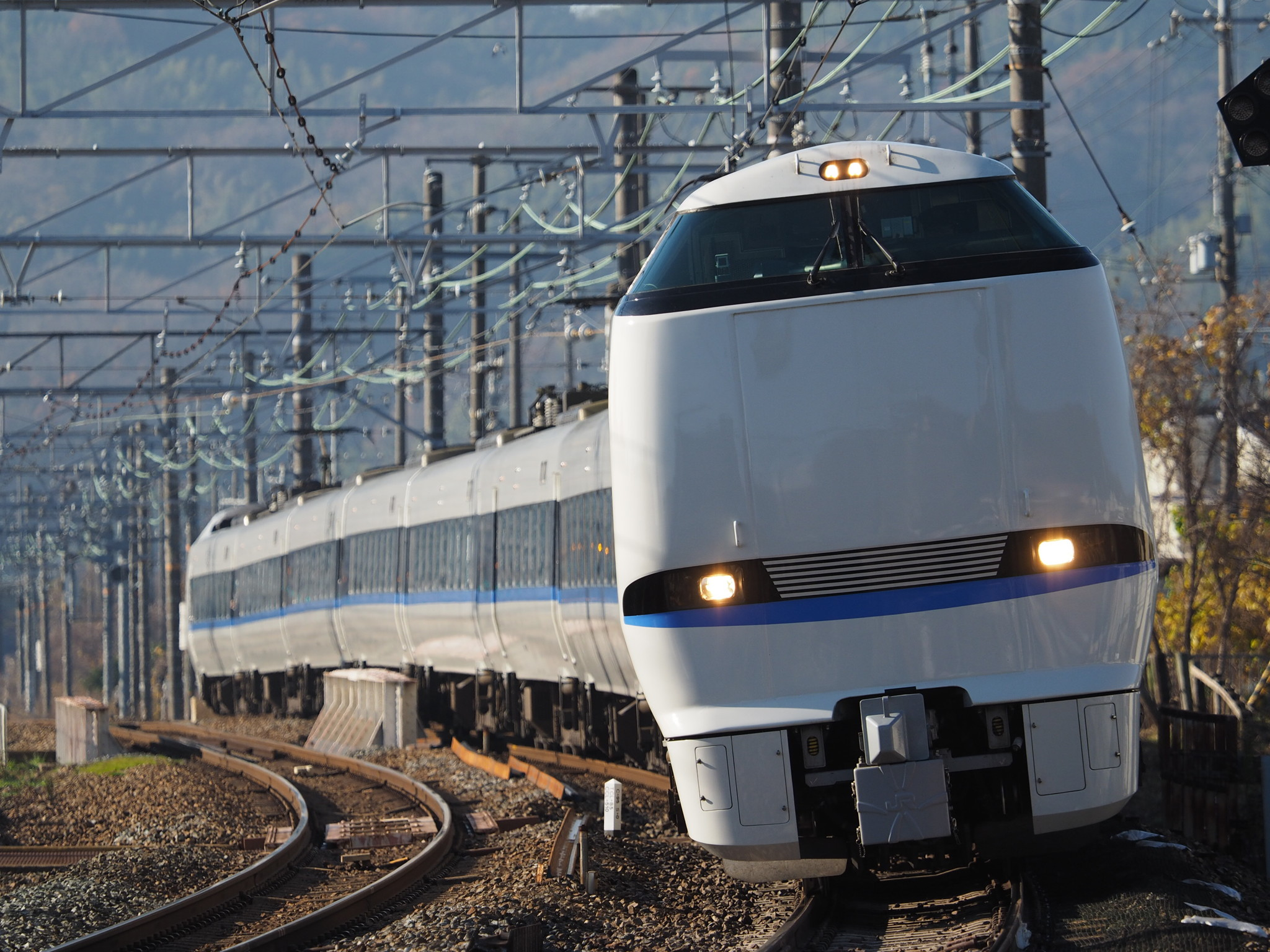
683계
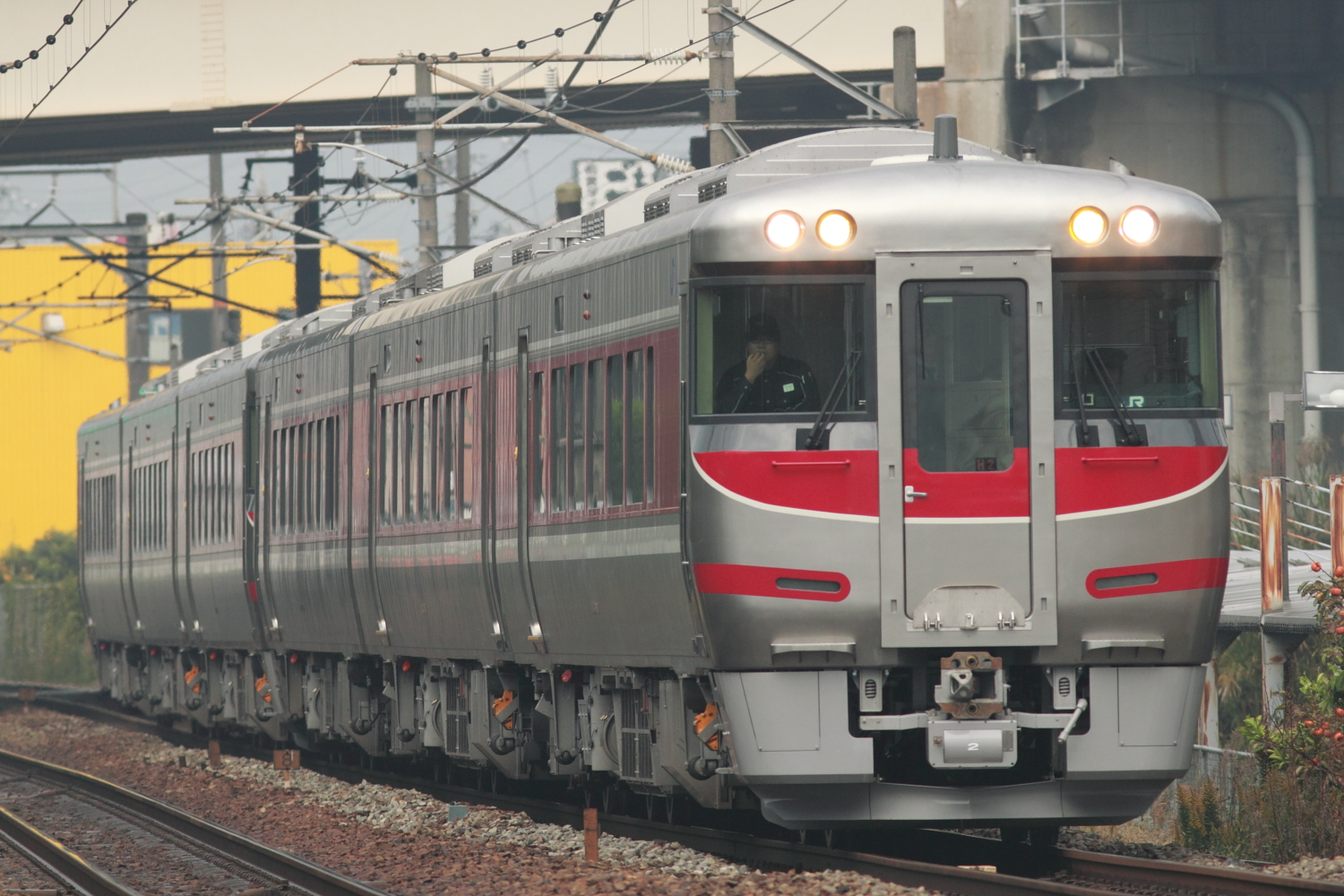
키하 189계

## 연혁
- 1987년 10월 : 비와코 라이너 열차 신설.[1]
- 1988년 3월 : 비와코 라이너가 정규 열차로 승격.[1]
- 2003년 6월 1일 : 이 날부터 비와코 라이너가 운행이 종료되었고 비와코 익스프레스가 운행을 개시[8]
- 2004년 10월 16일 : 야마시나역에 추가로 서게 되었다.[9]
- 2009년 6월 1일 : 전 차량이 금연석이 되었다.[10]
- 2014년 3월 15일 : 189계 도입과 동시에 2호 열차로 운행하기 시작했다.